# Fundulus olivaceus
Fundulus olivaceus är en fiskart som först beskrevs av Storer, 1845.  Fundulus olivaceus ingår i släktet Fundulus och familjen Fundulidae. Inga underarter finns listade i Catalogue of Life.